# Castelo de São Pedro de Halicarnasso

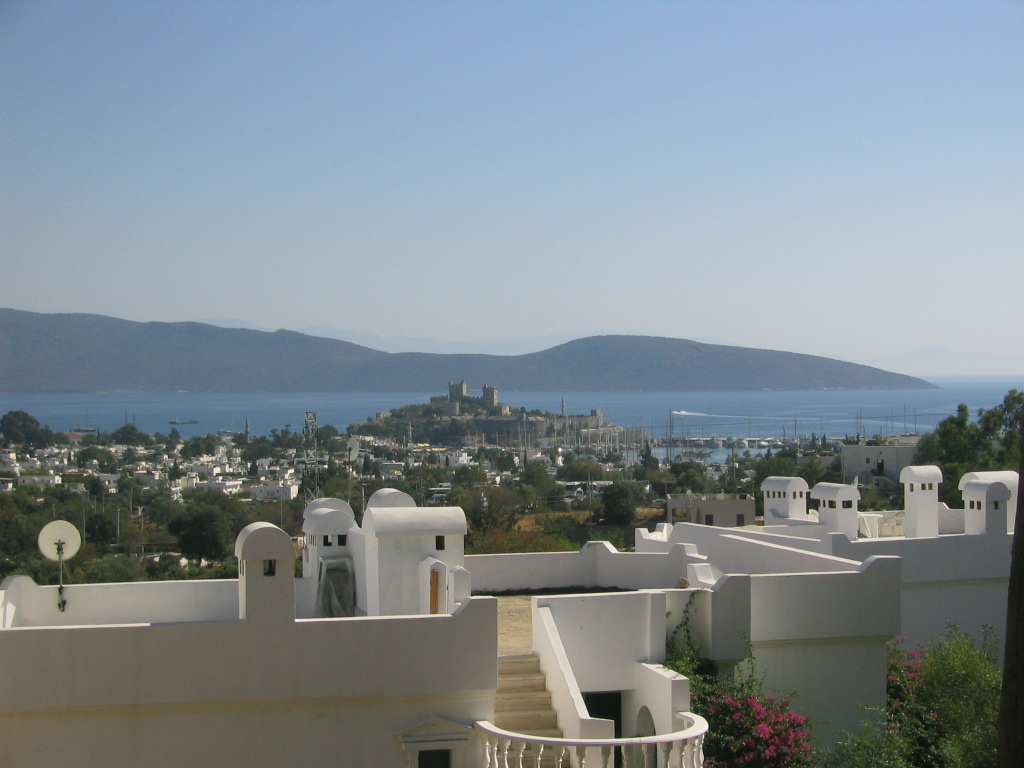
O Castelo de São Pedro visto da parte norte da cidade.

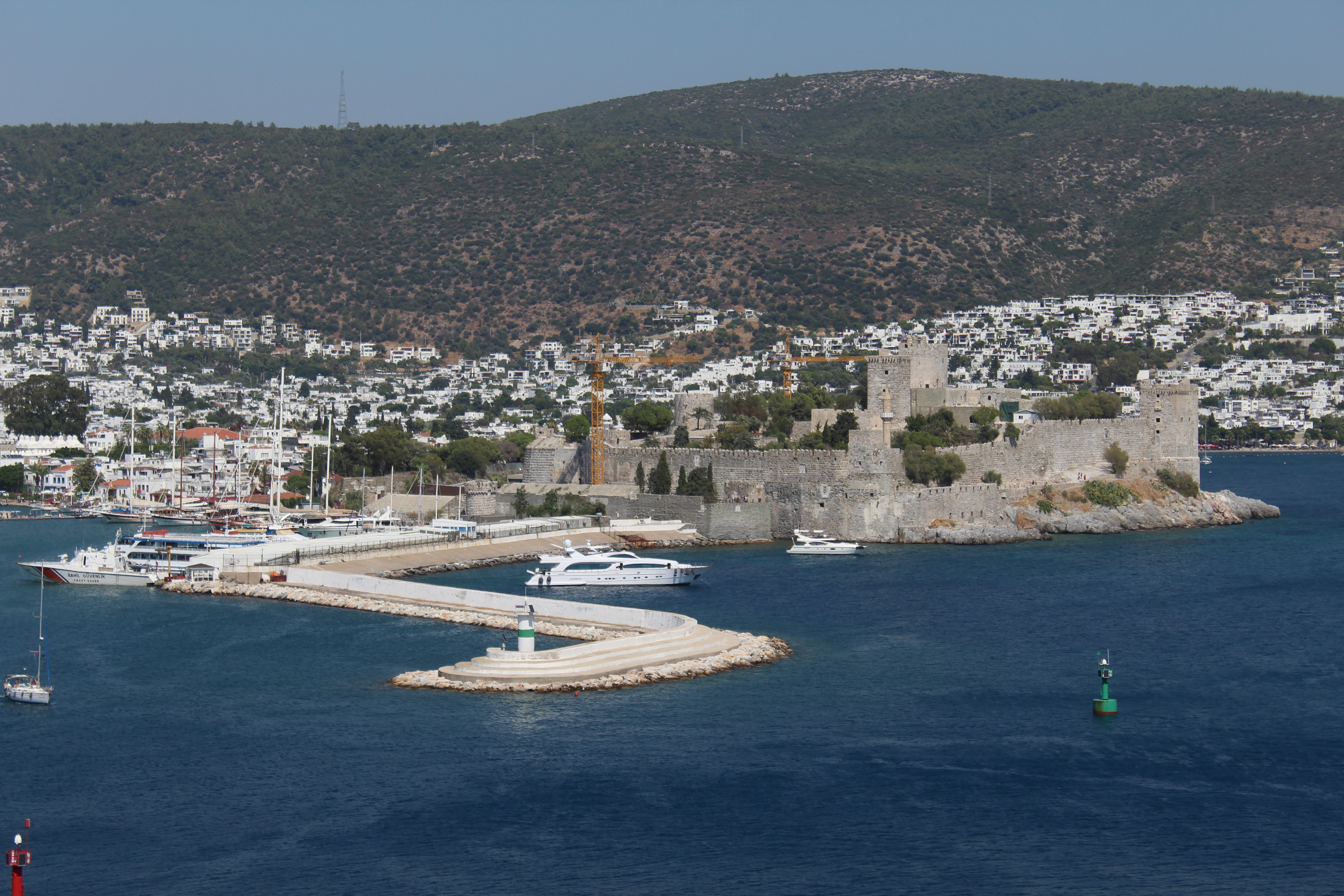
2020

O Castelo de São Pedro ou Castelo de Bodrum (em turco:  Bodrum Kalesi), é um castelo situado no sudoeste de Turquia, na cidade de Bodrum, a antiga Halicarnasso.

## História
Já estava fortificado à época dos dóricos. O edifício que hoje se vê foi construído em 1420 pelos Cavaleiros Hospitalários de São João de Jerusalém. Depois de os cristãos terem perdido essa cidade, passaram a ser Cavaleiros de Malta e Cavaleiros de Rodes.
Depois do ataque de 1522 por Solimão, o Magnífico, o castelo foi reparado com materiais provenientes do Mausoléu de Halicarnasso, uma das Sete Maravilhas do Mundo Antigo.

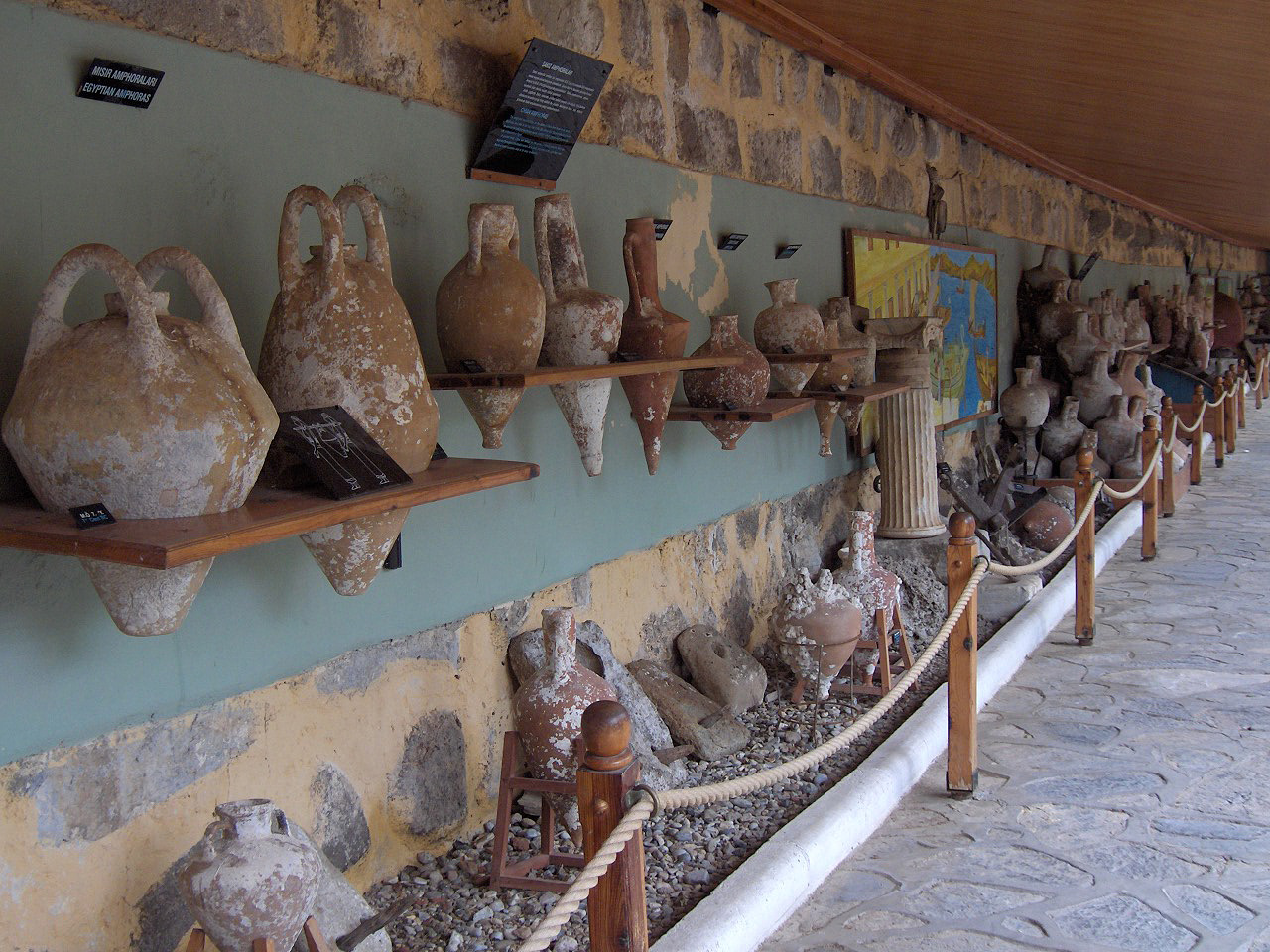
Ânforas em exposição no Museu de Arqueologia Submarina de Bodrum, instalado no Castelo de São Pedro

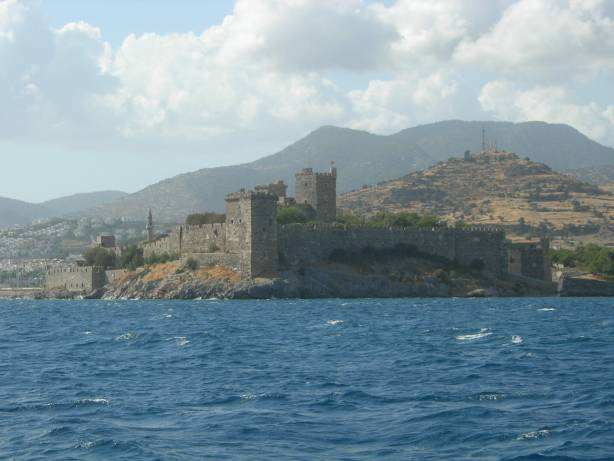
O Castelo visto do mar

Em 1962 o governo turco decidiu transformar o castelo em museu para albergar as numerosas descobertas feitas no mar Egeu, tornando-o no Museu de Arqueologia Submarina de Bodrum.